# Raï N'B
Il Raï N'B (Raï'n'B) è un sottogenere musicale emerso nel 2004, che mescola elementi del raï algerino e dell'RnB francese. È noto anche per i suoi ritmi ispirati alla house e alla dance.

## Etimologia
Nel 2004 sono state pubblicate due compilation che mescolano Raï e RnB: Raï N'B Fever di Kore e Skalp e Des 2 côtés di DJ Kim e DJ Goldfingers.
Il cantante francese Amine si considera il padrino del genere
Si è fatto conoscere nel 2005 con la canzone Ma vie, che ha raggiunto la posizione numero 15 in Francia.
Anche le sue canzoni Sobri (un duetto con Leslie) e J'voulais si sono classificate ai primi posti nel Paese.